# Szwadron kolarzy
Szwadron kolarzy – pododdział kawalerii Wojska Polskiego II RP wyposażony w rowery.
Szwadrony nie występowały w organizacji pokojowej wojska. Były pododdziałami formowanymi w czasie mobilizacji alarmowej. Miały pełnić rolę oddziałów rozpoznawczych w brygadach kawalerii. Zorganizowane były one w 3 plutony, a każdy pluton składał się z 4 sekcji po 6 szeregowych. Trzy sekcje uzbrojone były w rkm, a jedna w ckm.
W 1939 sformowano jedenaście szwadronów kolarzy dla brygad kawalerii. W nawiasach podano nazwę jednostki mobilizującej:
- szwadron kolarzy nr 1 (4 psk) dla Nowogródzkiej BK (pierwotnie przeznaczony dla Mazowieckiej BK) - por. kaw. Leszek Edward Irzyłowski z 4 psk,
- szwadron kolarzy nr 2 (20 puł.) dla Kresowej BK - por. kaw. Władysław Bober z 20 puł.,
- szwadron kolarzy nr 3 (4 puł.) dla Wileńskiej BK - ppor. kaw. Jerzy Wiktor Majewski z 4 puł.,
- szwadron kolarzy nr 4 (2 psk) dla Wołyńskiej BK - ppor. kaw. Stefan Konstanty Suchodolski z 2 psk,
- szwadron kolarzy nr 5 (8 puł.) dla Krakowskiej BK - rtm. Antoni Starnawski z 8 puł.,
- szwadron kolarzy nr 6 (14 puł.) dla Podolskiej BK - por. kaw. Władysław Maria Tomasz Orski[1],
- szwadron kolarzy nr 7 (15 puł.) dla Wielkopolskiej BK - por. kaw. Zbigniew Witold Marcin Barański z 15 puł.,
- szwadron kolarzy nr 8 (18 puł.) dla Pomorskiej BK - ppor. kaw. Tadeusz Michał Rawski z 18 puł,
- szwadron kolarzy nr 9 (3 psk) dla Mazowieckiej BK (pierwotnie przeznaczony dla Nowogródzkiej BK) - mjr kaw. Edward Marian Śniegocki z 3 psk,
- szwadron kolarzy nr 10 (10 puł.) dla Podlaskiej BK - ppor. kaw. Marian Aleksander Jurecki z 10 puł.,
- szwadron kolarzy nr 11 (3 pszwol.) dla Suwalskiej BK - rtm. Andrzej Pruszyński z 3 pszwol.

W sierpniu 1939 sześć pułków, wchodzących w skład Wielkopolskiej i Pomorskiej Brygady Kawalerii, sformowało w czasie mobilizacji szwadrony kolarzy. W trzech pułkach Wielkopolskiej BK szwadrony kolarzy składały się z trzech plutonów kolarzy i drużyny ciężkich karabinów maszynowych, uzbrojonej w dwa ckm-y Maxim wz. 08 i 4 rkm-y.
- szwadron kolarzy 15 puł - por. Przemysław Czarnocki
- szwadron kolarzy 17 puł - rtm. Janusz Chrzanowski
- szwadron kolarzy 7 psk - por. Jerzy Iwanicki
- szwadron kolarzy 2 pszwol - por. Stanisław Stryjewski
- szwadron kolarzy 16 puł - por. Jerzy W. Woszczyński
- szwadron kolarzy 8 psk - por. Czesław Begale

W pozostałych trzydziestu jeden pułkach kawalerii dowódcami plutonów kolarzy byli:
| 1 pszwol - por. Ryszard Trętowski 3 pszwol - ppor. Jerzy Gilewicz 1 puł - ppor. Jan Warnke 2 puł - ppor. Bolesław Feliks Treliński 3 puł - ppor. Marian Kuziak 4 puł - 5 puł - 6 puł - ppor. Adam Urbanowicz 7 puł - por. Wojciech M. K. S. Konopka 8 puł - ppor. Zdzisław Januszewski 9 puł - ppor. Włodzimierz Siemiński 10 puł - ppor. Jan Mączka 11 puł - ppor. rez. Stefan Piórkowski 12 puł - por. Eugeniusz Sierosławski 13 puł - por. Mieczysław Bubień 14 puł - ppor. Zbigniew Wacek | 18 puł - ppor. Witold Łoziński 19 puł - ppor. Tadeusz Józef Bączkowski 20 puł - 21 puł - ppor. Tadeusz Orzęcki 22 puł - 23 puł - por. Czesław Szurmiak 25 puł - ppor. rez. Marian Śrutka 26 puł - ppor. rez. Andrzej Dobrski 27 puł - ppor. Henryk Jemiołek 2 psk - ppor. Józef Kotwica 3 psk - por. rez. Włodzimierz Teodor Sawczuk 4 psk - ppor. rez. Jerzy Paśniewski 5 psk - ppor. Zbigniew Bronisław Winogrodzki 6 psk - 9 psk - ppor. rez. Mieczysław Rowiński |

Ponadto w toku kampanii wrześniowej improwizowane zostały następujące pododdziały kolarzy:
- szwadron kolarzy Zgrupowania Kawalerii ppłk. Halickiego (Grupa „Dubno”) - por. piech. Włodzimierz Poziemski

## Organizacja szwadronu
- dowódca szwadronu[2]
- poczet dowódcy (patrol sanitarny, patrol zwiadowców przeciwgazowych)
- 3 plutony kolarzy (dowódca plutonu, 2 x sekcja liniowa, 2 x sekcja RKM)
- drużyna gospodarcza.

Dowódca szwadronu = dowódca szwadronu (rtm.), ordynans osobisty (strz.), kierowca motocykla (strz.).
Dowódca plutonu = dowódca plutonu (por./ppor.), ordynans osobisty (strz.), zastępca dowódcy plutonu (wachm.), podoficer zafrontowy (plut.), obserwator-goniec (st.strz.).
Stan etatowy szwadronu:
- 4 oficerów (dowódca szwadronu, 3 dowódców plutonów)
- 25 podoficerów (wachmistrz-szef, 3 zastępców dowódców plutonów, podoficer broni i przeciwgazowy, podoficer gospodarczy, podoficer sprzętowy-mechanik rowerowy, 3 podoficerów zafrontowych, obserwator, podoficer sanitarny, dowódca patrolu zwiadowców przeciwgazowych, 12 sekcyjnych)
- 88 szeregowych (4 ordynansów osobistych, kierowca motocykla, obserwator, 3 gońców, 2 telefonistów, 2 sanitariuszy, 2 zwiadowców gazowych, 3 obserwatorów-gońców, 6 zastępców sekcyjnych, 24 strzelców, 6 celowniczych, 24 amunicyjnych, 2 kucharzy, woźnica kuchni, szewc, krawiec, 5 woźniców)

Razem: 117 żołnierzy i 12 koni taborowych.
Sprzęt etatowy szwadronu:
- wozy taborowe – 5 (1 przykuchenny, 1 kancelaryjno-bagażowy, 1 narzędziowy i na części zapasowe, 1 żywnościowy, 1 amunicyjny)
- kuchnia polowa – 1
- motocykl z wózkiem – 1
- rowery – 107.

Uzbrojenie etatowe szwadronu:
- pistolety oficerów – 4 (nie wykazywane w etacie)
- kbk z bagnetem – 100
- pistolety – 4
- bagnety – 9 (tzw. luźne)
- rkm – 6